# Balanops australiana
Balanops australiana är en tvåhjärtbladig växtart som beskrevs av Ferdinand von Mueller. Balanops australiana ingår i släktet Balanops och familjen Balanopaceae. Inga underarter finns listade i Catalogue of Life.